# A8 (motorväg, Grekland)
A8 är en motorväg i Grekland som går mellan Aten och Patra.